# Liste des montagnes des Appalaches
Liste non exhaustive des sommets des Appalaches :

## Canada

### Nouveau-Brunswick
- Monts Notre-Dame
  - Mont Farlagne (430 m)
- Mont Carleton (817 m)
- Mont Head (792 m)
- Mont Sagamook (777 m)
- Sugarloaf (281 m)
- Colline Coppermine (180 m)
- Butte d'Or (95 m)
- Collines Sainte-Croix
  - Mont Champlain (446 m)
- Collines Calédoniennes
  - Colline Kent (416 m)
  - Colline Rossiter (385 m)
  - Mont Chipoudy (327 m)

### Terre-Neuve-et-Labrador
- Mont Sylvester (274 m)
- Monts Long Range
  - The Cabox (814 m)
  - Gros Morne (806 m)
  - Blue Mountain (800 m)
  - Big Level (795 m)
  - Round Hill (763 m)
  - Rocky Harbour Hill (756 m)
  - Tablelands (721 m)
  - Mount Saint Gregory (686 m)
  - Gros Paté (673 m)
  - Big Hill (659 m)
  - Old Crow (649 m)
  - Pic a Tenerife (545 m)

### Québec
- Mont Sainte-Cécile (887 m)
- Morne de Saint-Sébastien (820 m)
- Montagne de la Craque (726 m)
- Petit Caribou (590 m)
- Mont Aylmer (532 m)
- Mont du Lac Thor (482 m)
- Belvédère-Heights (447 m)
- Colline Bunker (431 m)
- Colline du Porc-Épic (410 m)
- Mont Solange (410 m)
- Colline Rodgers (393 m)
- Colline Elliott (372 m)
- La Colline (370 m)
- Mont John-S.-Bourque (365 m)
- Colline Brown (350 m)
- Mont Bellevue (333 m)
- Colline Pinkham (320 m)
- Colline Miller (300 m)
- Monts Notre-Dame
  - Montagne Grande Coulée (853 m)
  - Montagne du Sixième (789 m)
  - Montagne du Lac Gosselin (752 m)
  - Montagne du Lac Colin (743 m)
  - Bonnet à Amédée (730 m)
  - Mont Ham (713 m)
  - Mont Adstock (712 m)
  - Mont du Lac de l'Est (710 m)
  - Mont Sainte-Marguerite (698 m)
  - Mont de Thetford (693 m)
  - Montagne Fillion (692 m)
  - Montagne de la Tour (680 m)
  - Mont du Lac du Cinq (670 m)
  - Mont Saint-Adrien (665 m)
  - Mont Fournier (656 m)
  - La Montagne (655 m)
  - Mont Bleu (655 m)
  - Mont Handkerchief (650 m)
  - Mont Sugar Loaf (650 m)
  - Le Morne (644 m)
  - Montagne des Cinq Milles (640 m)
  - Montagne du Trois (640 m)
  - Mont Frampton (640 m)
  - Cap à Thom (636 m)
  - Mont Deux Mille (630 m)
  - Montagne Thompson (630 m)
  - Montagne à Simoneau (625 m)
  - Montagne du Neuf (624 m)
  - Mont O'Neil (620 m)
  - Mont Orignal (620 m)
  - Pain de Sucre (619 m)
  - Grand Morne (608 m)
  - Gros Morne (602 m)
  - Montagne Blanche (600 m)
  - Mont Vianney (591 m)
  - Le Chaudron (584 m)
  - Montagne à Bourassa (582 m)
  - Montagne du Lac Talon (582 m)
  - Mont Saint-André (580 m)
  - Montagne Brûlée (580 m)
  - Mont Comi (573 m)
  - Mont Bouc (560 m)
  - Mont des Méandres (560 m)
  - Mont Caribou (558 m)
  - Mont Saint-Joseph (558 m)
  - Le Cap (555 m)
  - Montagne Brûlée (550 m)
  - Colline de Bécancour (544 m)
  - Montagne à Roberge (533 m)
  - Colline Harvey (530 m)
  - Montagne Blanche (530 m)
  - Colline de Saint-Benjamin (529 m)
  - Colline Quarry (524 m)
  - Colline Crabtree (522 m)
  - Montagne de la Tour (520 m)
  - Mont Sévigny (520 m)
  - Montagne Fendue (520 m)
  - Mont Citadelle (518 m)
  - Montagne à Meneo (518 m)
  - Montagne à Pit-Breton (510 m)
  - Montagne Carrée (510 m)
  - Montagne du Lac (510 m)
  - Montagne Bellevue (507 m)
  - Mont de la Rivière William (505 m)
  - Mont du Petit Lac Squatec (500 m)
  - Mont Nadeau (500 m)
  - Mont du Cosmos (498 m)
  - Mont Ours (493 m)
  - Montagne des Comtois (489 m)
  - Colline Berton (488 m)
  - Mont Roberge (484 m)
  - Mont du Lac Ferré (482 m)
  - La Montagne (481 m)
  - Mont de l'Observatoire Craig (480 m)
  - Mont de la Sucrerie (478 m)
  - Mont Louise (475 m)
  - Montagne à Gaudreault (470 m)
  - Mont Oak (469 m)
  - Mont Kinsella (466 m)
  - Le Morne (464 m)
  - Montagne du Rochu (457 m)
  - Colline Boudreau (455 m)
  - Montagne aux Érables (455 m)
  - Colline Lemay (450 m)
  - Colline Nadeau (450 m)
  - Mont du Lac Joseph (450 m)
  - Montagne d'Adjutor (450 m)
  - Montagne du Benedict (450 m)
  - Montagne du Sept (450 m)
  - Petit mont Ham (450 m)
  - Montagne du Castor (449 m)
  - La Montagne (447 m)
  - Colline du Chalet (444 m)
  - Colline du Lac Saint-Hubert (440 m)
  - Mont Saint-Adrien (440 m)
  - Montagne Sac à Plomb (440 m)
  - Le Calvaire (431 m)
  - Montagne à Oscar (430 m)
  - Montagne de l'Épinette (430 m)
  - Montagne de l'Ours Blanc (430 m)
  - Montagne de la Forteresse (430 m)
  - Montagne du Dix (425 m)
  - Mont Silver (419 m)
  - Le Pinacle (416 m)
  - Mont Biencourt (410 m)
  - Montagne Belzile (410 m)
  - Montagne du Fairley (410 m)
  - Montagne du Pas de l'Ours (410 m)
  - Montagne à Ludger-Landry (405 m)
  - Mont du Soleil Couchant (400 m)
  - Montagne Ronde (390 m)
  - Mont Saint-Mathieu (384 m)
  - Coteau Blanc (375 m)
  - Montagne du Fourneau (370 m)
  - Pain de Sucre (367 m)
  - Mont Saint-Michel (350 m)
  - Mont Wissick (350 m)
  - Montagne à Eddy (350 m)
  - Pic Champlain (346 m)
  - Colline McArthur (340 m)
  - Mont Gleason (340 m)
  - Montagne du Lac Brûlé (340 m)
  - Pain de Sucre (330 m)
  - Mont Apic (321 m)
  - Butte à Moffat (320 m)
  - Mont Scotch (314 m)
  - Montagne de Chert (311 m)
  - Colline de Beauvoir (310 m)
  - Butte à Tarzan (307 m)
  - Mont Arthabaska (305 m)
  - Colline Hardwood (273 m)
  - Mont Jovette-Bernier (272 m)
  - Butte à Dion (270 m)
  - Mont Proulx (270 m)
  - Montagne Ronde (260 m)
  - Dos de Cheval (240 m)
  - Montagne du Douze (240 m)
  - Colline Elliott (239 m)
  - Montagne Pelée (238 m)
  - La Citadelle (230 m)
  - Montagne Thiboutot (206 m)
  - Montagne à Sergerie (198 m)
  - Montagne Mississipi (193 m)
  - Saint-Fabien (186 m)
  - Montagne à Plourde (184 m)
  - Montagne des Cabourons (178 m)
  - Montagne à Morneau (174 m)
  - Montagne du Bûcheron (164 m)
  - Montagne à Michaud (152 m)
  - Montagne à Coton (150 m)
  - Montagne à Télesphore (145 m)
  - Montagne Ronde (126 m)
  - Grosse Montagne (123 m)
  - Montagne des Moutons (111 m)
  - Montagne du Collège (110 m)
  - Colline de Québec (105 m)
  - Les Passereaux (89 m)
  - Cap à l'Orignal (76 m)
  - Le Chocolat (63 m)
  - Monts Chic-Chocs
    - Mont Albert (1 151 m)
    - Mont Logan (1 150 m)
    - Mont Dodge (1 078 m)
    - Mont des Loupes (1 076 m)
    - Mont Matawees (1 073 m)
    - Mont Blanc (1 063 m)
    - Mont Pembroke (1 060 m)
    - Mont Louis-Marie-Lalonde (1 051 m)
    - Mont Jacques-Ferron (1 043 m)
    - Mont Griscom (1 040 m)
    - Mont Collins (1 036 m)
    - Mont Fortin (1 020 m)
    - Mont Paul (1 010 m)
    - Mont du Ruisseau aux Saumons (1 004 m)
    - Mont du Lac à la Mélasse (996 m)
    - Mont Ells (990 m)
    - Mont Coleman (980 m)
    - Mont John-A.-Allen (980 m)
    - Mont du Blizzard (978 m)
    - Mont du Lac Marsoui (966 m)
    - Mont des Disparus (960 m)
    - Mont du Milieu (950 m)
    - Mont Blanche-Lamontagne (940 m)
    - Mont Marie-Victorin (940 m)
    - Mont Vallières-de-Saint-Réal (940 m)
    - Mont Jimmy-Russell (936 m)
    - Mont Lyall (936 m)
    - Mont Pointu (930 m)
    - Pic de l'Est (930 m)
    - Pic Sterling (930 m)
    - Mont de l'Ouest (925 m)
    - Mont Brown (923 m)
    - Pic de l'Aube (920 m)
    - Mont Chauve (910 m)
    - Mont de la Petite Rivière Cascapédia Ouest (910 m)
    - Mont des Pics (910 m)
    - Mont Saint-Pierre (906 m)
    - Mont de la Rivière Saint-Jean (903 m)
    - Mont Ala'sui'nui (900 m)
    - Mont Desjardins (900 m)
    - Mont du Lac Barbarin (890 m)
    - Mont Nicol-Albert (890 m)
    - Mont Elie-Lister (889 m)
    - Mont Bayfield (885 m)
    - Mont Macoun (880 m)
    - Mont du Lac Alfred (878 m)
    - Mont du Petit Lac Madeleine (872 m)
    - L'Aiguille (869 m)
    - Mont du Porphyre (869 m)
    - Mont Bell (861 m)
    - Mont Tuzo (860 m)
    - Mont Miller (858 m)
    - Mont Médaille (853 m)
    - Mont de l'Aigle (850 m)
    - Mont Ernest-Ménard (850 m)
    - Mont Craggy (846 m)
    - Mont Barn (845 m)
    - Mont Fernand-Fafard (840 m)
    - Mont de la Coulée des Sœurs (837 m)
    - Mont des Grandes Palettes (830 m)
    - Mont du Lac Dechesne (826 m)
    - Montagne Bleue (826 m)
    - Mont Ernest-Laforce (823 m)
    - Mont Squaw Cap (820 m)
    - Mont Beaulieu (816 m)
    - Mont Hog's Back (810 m)
    - Mont Copper (808 m)
    - Mont du Ruisseau Gravier (804 m)
    - Mont du Sud (800 m)
    - Pic du Brûlé (790 m)
    - Mont du Ruisseau Josué (781 m)
    - Mont Big-John (780 m)
    - Mont Jean-Yves-Bérubé (780 m)
    - Mont King (774 m)
    - Mont Alexandre (758 m)
    - Mont du Ruisseau Jonathan Est (740 m)
    - Mont Bald (739 m)
    - Mont Rothery (739 m)
    - Mont du Ruisseau du Onzième Mille (718 m)
    - Mont Météo (715 m)
    - Mont de l'Observation (704 m)
    - Champs-de-Mars (700 m)
    - Montagne du Lac des Chasseurs (700 m)
    - Mont William-Price (694 m)
    - Mont Val-d'Irène (690 m)
    - Mont du Lac Cassivi (684 m)
    - Mont du Lac Cameron (673 m)
    - Mont du Lac à Raphaël (670 m)
    - Mont Olivine (670 m)
    - Mont de la Route Saint-Louis (669 m)
    - Mont du Lac Sansfaçon (664 m)
    - Montagne de la Tour (661 m)
    - Mont du Lac du Petit Indien (650 m)
    - Mont Longue-Vue (650 m)
    - Mont du Lac de la Ferme (644 m)
    - Mont Berry (616 m)
    - Mont du Ruisseau Albert (611 m)
    - Mont Pierre-Brochu (608 m)
    - Mont de la Serpentine (600 m)
    - Mont du Rapide Blanc (599 m)
    - Mont François-Ouellet (590 m)
    - Mont du Ruisseau Gravelly (587 m)
    - Mont Comi (577 m)
    - Montagne du Chef (553 m)
    - Mont de l'Escarpement Les Sauteux (551 m)
    - Mont du Lac à Canard (550 m)
    - Montagne à Dubé (550 m)
    - Mont Pico (540 m)
    - Mont des Lacs Bouchard (530 m)
    - Mont du Ruisseau Henderson (530 m)
    - Mont du Zigzag (530 m)
    - Montagne de la Cache (529 m)
    - Mont Escuminac (523 m)
    - Mont du Ruisseau Matte (520 m)
    - Montagne de la Tour (510 m)
    - Mont à Barbeau (508 m)
    - Mont Guy-Leblanc (500 m)
    - Montagne Blanche (500 m)
    - Le Morne (490 m)
    - Mont Louis (490 m)
    - Montagne du Lac Perdu (490 m)
    - Mont des Bouleaux Blancs (487 m)
    - Mont de la Rivière Dartmouth (483 m)
    - Pain de Sucre (482 m)
    - Mont Pudding Stone (480 m)
    - Montagne Blanche (469 m)
    - Mont de la Coulée Cachée (466 m)
    - Mont Thomas-Mercier (465 m)
    - Montagne Thériault (458 m)
    - Montagne Valcourt (455 m)
    - Le Pointu (445 m)
    - Mont du Ruisseau à l'Eau Claire (413 m)
    - Mont Maria (408 m)
    - Colline Rameau (392 m)
    - Montagne des Étangs (385 m)
    - Mont Saint-Alban (380 m)
    - Mont Béchervaise (379 m)
    - Mont Blanc (370 m)
    - Mont du Pin Rouge (360 m)
    - Montagne à Cummings (360 m)
    - Mont Sainte-Anne (340 m)
    - Montagne à Beaupré (338 m)
    - Colline de la Tortue (332 m)
    - Cap Pioui (330 m)
    - Pointe à Jean-Thomas (325 m)
    - La Tablette (322 m)
    - Montagne des Caissy (277 m)
    - Mont Val Neigette (270 m)
    - Montagne à Émile-Landry (252 m)
    - Pic de l'Aurore (240 m)
    - Morne de l'Est (202 m)
    - Cap d'Ardoise (110 m)
    - Monts McGerrigle
      - Mont Jacques-Cartier (1 270 m)
      - Mont Dos de Baleine (1 245 m)
      - Mont de la Passe (1 240 m)
      - Mont Comte (1 232 m)
      - Mont Rolland-Germain (1 202 m)
      - Les Cônes (1 207 m)
      - Mont Richardson (1 180 m)
      - Mont de la Table (1 180 m)
      - Petit mont Sainte-Anne (1 147 m)
      - Mont des Lacs du Castor (1 136 m)
      - Mont du Ruisseau aux Grenats (1 129 m)
      - Mont Xalibu (1 120 m)
      - Mont Auclair (1 105 m)
      - Mont Fernald (1 087 m)
      - Mont Joseph-Fortin (1 080 m)
      - Mont Sainte-Anne (1 068 m)
      - Mont McWhirter (1 036 m)
      - Montagne de Cristal (1 029 m)
      - Pic du Vieillard (1 026 m)
      - Petit mont Auclair (1 020 m)
      - Mont du Lac à Tremblay (990 m)
      - Mont du Petit Lac de Roche (920 m)

  - Massif du Sud
    - Mont du Midi (916 m)
    - Mont Saint-Magloire (915 m)
    - Mont Chocolat (717 m)
    - Le Bonnet (693 m)

  - Monts Stoke
    - Mont Chapman (658 m)
    - Mont Aubert (624 m)
    - Pic Bald Ouest (610 m)
    - Mont de l'Élan (360 m)
- Montagnes Blanches
  - Mont Gosford (1 186 m)
  - Pic Frontière (1 175 m)
  - Boundary Peak (1 174 m)
  - Cap Frontière (1 160 m)
  - Petit mont Gosford (1 099 m)
  - Brown Brenchmark (1 079 m)
  - Salmon Mountain (1 028 m)
  - Snag Pond Peak (994 m)
  - Mont Saddle (972 m)
  - Joseph Benchmark (963 m)
  - Sandy Bay Mountain (945 m)
  - Mont Bélanger (920 m)
  - Montagne de Marbre (915 m)
  - Mont D'Urban (910 m)
  - Montagne des Lignes (904 m)
  - Moose Hill (888 m)
  - Prospect Hill (885 m)
  - Mont Hereford (864 m)
  - East Deer Pond Peak (844 m)
  - Mont Flat Top (830 m)
  - Montagne de l'Ours (830 m)
  - Mont Scotch (800 m)
  - North Sixtynine Mountain (792 m)
  - Liniere Benchmark (774 m)
  - Mont Louise (755 m)
  - Mont Barnston (743 m)
  - Sommet Valence (720 m)
  - Montagne du Porc-Épic (713 m)
  - Mont Notre-Dame-des-Bois (710 m)
  - Mont Round Top (700 m)
  - Mont Cliche (693 m)
  - Colline Spring (677 m)
  - Montagne à Pépin (670 m)
  - Le Pinacle (665 m)
  - Mont Rider (660 m)
  - Montagne à Brunelle (640 m)
  - Mont Goblet (634 m)
  - Colline Chabot (629 m)
  - Pigeon Hill (628 m)
  - Montagne à Choquette (626 m)
  - Mont Tanguay (620 m)
  - Montagne Noire (619 m)
  - Mont Dostie (610 m)
  - Montagne à Feu (602 m)
  - La Slouce (600 m)
  - Black Cat (597 m)
  - Montagne du Grob (589 m)
  - Mont Scotch Cap (560 m)
- Montagnes Vertes
  - Monts Sutton
    - Sommet Rond (962 m)
    - Mont Gagnon (853 m)
    - Mont Orford (853 m)
    - Mont Écho (811 m)
    - Mont Singer (809 m)
    - Mont Alfred-DesRochers (770 m)
    - Mont Owl's Head (747 m)
    - Pic de l'Ours (740 m)
    - Pic Abenakis (729 m)
    - Pic du Lynx (720 m)
    - Le Pinacle (712 m)
    - Mont Foster (713 m)
    - Mont Brock (678 m)
    - Mont Burnt (673 m)
    - Mont Bear (668 m)
    - Pic de la Roche Fendue (651 m)
    - Mont Éléphant (650 m)
    - Mont Peavey (647 m)
    - Mont Glen (645 m)
    - Mont Giroux (630 m)
    - Pic aux Corbeaux (602 m)
    - Mont Chagnon (600 m)
    - Mont Chauve (599 m)
    - Mont Gauvin (595 m)
    - Colline des Sorbiers (560 m)
    - Mont Sylvio-Lacharité (545 m)
    - Mont Hog's Back (533 m)
    - Mont Mimi (530 m)
    - Mont Florence-Louise-Bradford (502 m)
    - Mont Lily-Butters (497 m)
    - Mont Becky (481 m)
    - Mont Place (480 m)
    - Colline Clark (460 m)
    - Mont des Trois Lacs (460 m)
    - Mont Cathédrale (410 m)
    - Colline des Buses (400 m)
    - Mont Roy (400 m)
    - Mont Bon-Plaisir (396 m)
    - Colline de la Rochelle (387 m)
    - Sugar Hill (372 m)
    - Colline du Lac (370 m)
    - Colline Melbourne (367 m)
    - Mont Girard (360 m)
    - Colline Lac Trousers (346 m)
    - Mont Valcourt (334 m)
    - Colline du Lac Larouche (330 m)
    - Colline Gallup (330 m)
    - Colline Dalling (329 m)
    - Montagne du Cinq (327 m)
    - Colline du Campeur (320 m)
    - Mont Hawk (295 m)
    - Colline du Cours d'Eau Rivard (259 m)
    - Cap de Wilson Pond (249 m)
    - Colline Davidson (223 m)
    - Colline de Roxton Falls (210 m)

## États-Unis

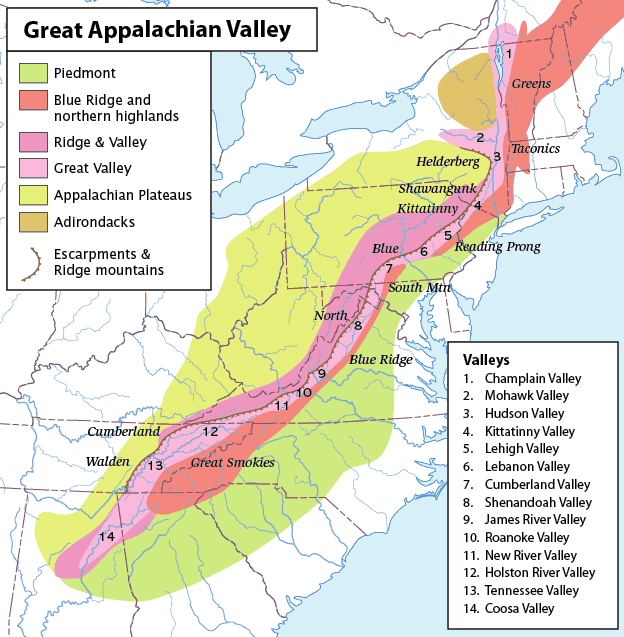
Carte des Appalaches aux États-Unis

### Monts de la Nouvelle-Angleterre
- East Mountain (1 048 m)
- Signal Mountain (1 024 m)
- Gore Mountain (1 016 m)
- Bald Mountain (1 006 m)
- Burke Mountain (994 m)
- Smarts Mountain (987 m)
- Butterfield Mountain (965 m)
- Grand Monadnock (960 m)
- Mont Ascutney (957 m)
- Mont Cardigan (952 m)

### Monts Longfellow
- Mont Katahdin (1 606 m)
- Sugarloaf Mountain (1 295 m)
- Crocker Mountain (1 288 m)
- North Brother (1 265 m)
- Bigelow Mountain (1 263 m)
- Saddleback Mountain (1 256 m)
- Mont Abraham (1 231 m)
- South Crocker Mountain (1 231 m)
- Mont Redington (1 219 m)
- Spaulding Mountain (1 219 m)

### Montagnes Blanches
- Mont Washington (1 917 m) - le plus haut sommet du New Hampshire et du nord-est des États-Unis
- Mont Adams (New Hampshire) (1 760 m)
- Mont Jefferson (1 741 m)
- Mont Clay (1 686 m)
- Mont Monroe (1 637 m)
- Mont Madison (1 636 m)
- Mont Lafayette (1 597 m)
- Mont Lincoln (1 551 m)
- Mont Franklin (1 524 m)
- South Twin (1 494 m)

### Montagnes Vertes
- Nord
  - Mont Mansfield (1 339 m)
  - Bear Head (1 201 m)
  - Pic Jay (1 176 m)
  - Big Jay (1 154 m)
  - Sterling Mountain (1 132 m)
  - Bolton Mountain (1 122 m)
  - Mont Putnam (1 110 m)
  - Madonna Peak (1 109 m)
  - Mont Hunger (1 079 m)
  - Worcester Mountains-Middle Peak (1 060 m)
- Centre
  - Pic Killington (1 291 m)
  - Camels Hump (1 244 m)
  - Mont Ellen (1 244 m)
  - Mont Abraham (1 221 m)
  - Lincoln Peak (1 212 m)
  - Pic Pico (1 206 m)
  - Little Killington (1 201 m)
  - Mendon Peak (1 170 m)
  - Bread Loaf Mountain (1 169 m)
  - Nancy Hanks Peak (1 162 m)
- Sud
  - Stratton Mountain (1 201 m)
  - Glastenbury Mountain (1 142 m)
  - Mont Snow (1 093 m)
  - Haystack Mountain (1 050 m)
  - Peru Peak (1 044 m)
  - Styles Peak (1 034 m)
  - Ludlow Mountain (1 019 m)
  - Styles Peak-North Peak (1 002 m)
  - Bromley Mountain (1 000 m)
  - Mont Tabor (930 m)

### Taconic Range
- Chaîne des Berkshires
  - Mont Greylock (1 063 m)
  - Saddle Ball Mountain (990 m)
  - Mont Fitch (942 m)
  - Mont Williams (900 m)
  - Berlin Mountain (859 m)
  - Stony Ledge (786 m)
  - Division Hudson-Connecticut-Housatanic (642 m)
  - West Mountain (642 m)
  - Harvey Mountain (627 m)
  - Spruce Hill (602 m)
- Taconic Range nord
  - Equinox Mountain (1 170 m)
  - Dorset Mountain (1 146 m)
  - Mother Myrick Mountain (1 024 m)
  - Little Equinox (1 010 m)
  - Bear Mountain (1 006 m)
  - Mont Aeolus (985 m)
  - Grass Mountain (948 m)
  - Woodlawn Mountain (948 m)
  - Spruce Peak (924 m)
  - Netop Mountain (903 m)
- Taconic Range sud
  - Mont Everett (795 m)
  - Mont Frissell (747 m)
  - Mont Ashley (728 m)
  - Mont Race (723 m)
  - Bear Mountain (708 m)
  - Brace Mountain (708 m)
  - Round Mountain (699 m)
  - Alander Mountain (683 m)
  - Brace Mountain-North Peak (678 m)
  - Gridley Mountain (674 m)
- Hautes terres de l'Atlantique centre
  - Schunnemunk Mountain (507 m)
  - South Beacon Mountain (488 m)
  - Scofield Ridge (469 m)
  - North Beacon Mountain (467 m)
  - Hamburg Mountains High Point (456 m)
  - Bearfort Mountain (451 m)
  - Spy Rock (446 m)
  - Morris County High Point (423 m)
  - Bowling Green Mountain (421 m)
  - Fingerboard Mountain (421 m)
- Plateau des Alleghenys
  - Elk Hill (817 m)
  - Mont Ararat (810 m)
  - North Mountain (788 m)
  - Lyon Hill (786 m)
  - Cobb Hill (781 m)
  - Alma Hill (777 m)
  - Cedar Mountain (775 m)
  - Potter County Triple Divide Point (768 m)
  - Cherry Ridge (750 m)
  - McKean County High Point (750 m)
- Monts Catskill
  - Slide Mountain (1 270 m)
  - Hunter Mountain (1 231 m)
  - Black Dome (1 213 m)
  - Blackhead (1 201 m)
  - Thomas Cole Mountain (1 201 m)
  - West Kill Mountain (1 183 m)
  - Graham Mountain (1 179 m)
  - Cornell Mountain (1 177 m)
  - Doubletop Mountain (1 177 m)
  - Table Mountain (1 173 m)
- Monts Alleghenys
  - Spruce Knob (1 482 m)
  - Bald Knob (1 476 m)
  - Thorny Flat (1 475 m)
  - Mont Porte Crayon (1 454 m)
  - Tygart Valley North (1 451 m)
  - Hosterman Benchmark W (1 450 m)
  - Red Spruce Knob (1 433 m)
  - Mace Knob (1 429 m)
  - Red Lick Mountain (1 428 m)
  - Beech Flat Knob (1 427 m)
  - Sideling Hill (704 m)
- Plateau des Cumberland
  - Hinch Mountain (929 m)
  - Holloway Ridge (817 m)
  - Lookout Mountain-High Point (729 m)
  - Lockhart Lookout Tower (726 m)
  - Sequatchie County High Point (725 m)
  - Carmel Benchmark (680 m)
  - Lookout Mountain (654 m)
  - Smartt Mountain (653 m)
  - Short Mountain (638 m)
  - Putnam County High Point (628 m)
- Monts Cumberland
  - High Knob (1 287 m)
  - Black Mountain (1 262 m)
  - The Doubles (1 244 m)
  - Camp Rock (1 189 m)
  - Big A Mountain (1 130 m)
  - Cross Mountain (1 077 m)
  - Big Fodderstack (1 018 m)
  - Burge Mountain (994 m)
  - Bryson Mountain (975 m)
  - Chestnut Knob (794 m)
- Appalachian Ridges
  - Balsam Beartown Mountain (1 436 m)
  - Beartown Mountain (1 429 m)
  - Elleber Knob (1 401 m)
  - Kile Knob (1 398 m)
  - Watering Pond Knob (1 390 m)
  - Little Ridge (1 386 m)
  - Flattop Mountain (1 380 m)
  - Bald Knob (1 366 m)
  - Bare Mountain (1 366 m)
  - Hutchinson Rock (1 366 m)
- Monts Blue Ridge
  - Mont Mitchell (2 037 m) - point culminant des Appalaches et de la Caroline du Nord
  - Mont Craig (2 026 m)
  - Dôme Clingmans (2 025 m)
  - Mont Guyot (2 018 m)
  - Balsam Cone (2 015 m)
  - Cattail Peak (2 012 m)
  - Mont Le Conte (2 010 m)
  - Mont Gibbes (2 003 m)
  - Big Tom (1 999 m)
  - Mont Buckley (1 999 m)
- Piedmont-Southeast Coast
  - Buzzard Roost (902 m)
  - Hickory Knob (902 m)
  - Icy Knob (902 m)
  - Propst Mountain (902 m)
  - Benn Knob (878 m)
  - Moores Knob (786 m)
  - Hickory Knob (780 m)
  - Turkeycock Mountain (564 m)
  - Baker Mountain (543 m)
  - Click Benchmark (535 m)